# 张伟力
张伟力，天津大学太赫兹研究中心主任、教授，主要从事太赫兹光子学方面的研究工作。入选中华人民共和国教育部2009年度"长江学者"特聘教授、天津“千人计划”。曾就读于天津大学精仪学院。